# Twierdzenie Schreiera
Twierdzenie Schreiera – twierdzenie teorii grup mówiące, że dowolne dwa ciągi podnormalne grupy mają równoważne zagęszczenia, tzn. zagęszczenia o izomorficznych ilorazach, niekoniecznie w tej samej kolejności.
Twierdzenie zostało odkryte przez Ottona Schreiera w 1928 roku w wyniku próby uproszczenia dowodu twierdzenia Jordana-Höldera (dowolne dwa ciągi kompozycyjne danej grupy są równoważne, o ile tylko grupa ma ciąg kompozycyjny); sześć lat później Hans Zassenhaus opublikował lemat nazwany jego nazwiskiem w celu ulepszenia dowodu twierdzenia Schreiera – stąd pochodzi rzadsza, zamiennie stosowana nazwa twierdzenia: twierdzenie Schreiera-Zassenhausa. W przypadku uogólnień niekiedy spotyka się też nazwę twierdzenie Jordana-Höldera-Schreiera.
Innym zastosowaniem twierdzenia Schreiera jest możliwość wykazania, że w grupie z (co najmniej jednym) ciągiem kompozycyjnym dowolny ciąg podnormalny można zagęścić do ciągu kompozycyjnego: wystarczy zacząć od ciągów podnormalnego i kompozycyjnego konstruując ich równoważne zagęszczenia zgodnie z twierdzeniem – zagęszczenie ciągu normalnego stanie się ciągiem kompozycyjnym po zastąpieniu wszystkich powtarzających się podgrup w zagęszczeniu pojedynczym egzemplarzem każdej z tych podgrup (zob. lemat do twierdzenia Jordana-Höldera).
Sam autor zasygnalizował w przypisach, że twierdzenie zachodzi również dla grup z operatorami, jednak twierdzenie uogólnia się też na moduły, a nawet kraty modularne (dla których zachodzi lemat Zassenhausa pociągający twierdzenie Schreiera).

## Twierdzenie
Niech
{\displaystyle E=G_{0}\trianglelefteq \dots \trianglelefteq G_{n}=G\qquad (g)}
oraz
{\displaystyle E=H_{0}\trianglelefteq \dots \trianglelefteq H_{m}=G\qquad (h)}
oznaczają dwa ciągi podnormalne grupy {\displaystyle G} ({\displaystyle E} oznacza podgrupę trywialną).
Wówczas istnieją równoważne ciągi {\displaystyle (g'),(h')} grupy {\displaystyle G} będące odpowiednio zagęszczeniami ciągów {\displaystyle (g),(h).}

## Dowód
Między każdymi dwiema grupami {\displaystyle G_{i-1}} a {\displaystyle G_{i}} {\displaystyle (i=1,2,\dots ,n)} skonstruowany zostanie z ciągu {\displaystyle (h)} taki ciąg, który będzie zaczynać się od {\displaystyle G_{i-1}} i kończyć na {\displaystyle G_{i}.} Istnieją dwa naturalne sposoby osiągnięcia tego celu: pierwszym jest pomnożenie każdego z wyrazów ciągu {\displaystyle (h)} przez {\displaystyle G_{i-1}} (dzięki temu otrzymany ciąg będzie się zaczynał od {\displaystyle G_{i-1}}) oraz przecięcie iloczynów z {\displaystyle G_{i}} (dzięki temu zmieniony ciąg będzie się kończył na {\displaystyle G_{i}}); drugim sposobem jest przecięcie każdego z wyrazów {\displaystyle (h)} z {\displaystyle G_{i}} (dzięki czemu otrzymany ciąg będzie się kończył na {\displaystyle G_{i}}) i pomnożenie przecięć przez {\displaystyle G_{i-1}} (dzięki czemu otrzymany ciąg będzie się zaczynał od {\displaystyle G_{i-1}}) – jednak zgodnie z prawem modularności Dedekinda oba te ciągi między {\displaystyle G_{i-1}} a {\displaystyle G_{i}} są identyczne.
Niech {\displaystyle G_{ij}=G_{i-1}H_{j}\cap G_{i}=G_{i-1}(H_{j}\cap G_{i})} i podobnie {\displaystyle H_{ij}=H_{j-1}G_{i}\cap H_{j}=H_{j-1}(G_{i}\cap H_{j})} ({\displaystyle i=1,2,\dots ,n;} {\displaystyle j=1,2,\dots ,m}). Ponieważ {\displaystyle G_{i-1}\trianglelefteq G_{i},} to {\displaystyle G_{i-1}(H_{j}\cap G_{i})\leqslant G_{i}} (jako iloczyn półprosty; zob. iloczyn kompleksowy). W ten sposób {\displaystyle G_{ij}} jest podgrupą w {\displaystyle G_{i}} i podobnie {\displaystyle H_{ij}} jest podgrupą w {\displaystyle H_{i}.} Dlatego
{\displaystyle G_{i-1}=G_{i0}\leqslant G_{i1}\leqslant G_{i2}\leqslant \dots \leqslant G_{i\,m-1}\leqslant G_{im}=G_{i}\qquad (g_{i})}
oraz
{\displaystyle H_{j-1}=H_{0j}\leqslant H_{1j}\leqslant H_{2j}\leqslant \dots \leqslant H_{n-1\,j}\leqslant H_{nj}=H_{j}\qquad (h_{i}).}
Zgodnie z lematem Zassenhausa (przy oznaczeniach {\displaystyle A=G_{i},\ B=G_{i-1},\ C=H_{j},\ D=H_{j-1}}) otrzymuje się, dla każdego {\displaystyle i=1,2,\dots ,n;} {\displaystyle j=1,2,\dots ,m{:}}
{\displaystyle G_{i-1}(G_{i}\cap H_{j-1})\trianglelefteq G_{i-1}(G_{i}\cap H_{j}),\quad H_{j-1}(G_{i-1}\cap H_{j})\trianglelefteq H_{j-1}(G_{i}\cap H_{j})}
oraz
{\displaystyle G_{i-1}(G_{i}\cap H)/G_{i-1}(G_{i}\cap H_{j-1})\simeq H_{j-1}(G_{i}\cap H_{j})/H_{j-1}(G_{i-1}\cap H_{j}).}
Zatem {\displaystyle G_{i\,j-1}\trianglelefteq G_{ij},\ H_{i-1\,j}\trianglelefteq H_{ij}} oraz {\displaystyle G_{ij}/G_{i\,j-1}\simeq H_{ij}/H_{i-1\,j}.} Stąd {\displaystyle (g_{i})} jest ciągiem między {\displaystyle G_{i-1}} a {\displaystyle G_{i},} a {\displaystyle (h_{j})} jest ciągiem między {\displaystyle H_{j-1}} oraz {\displaystyle H_{j}.} Zapisując kolejno wyrazy {\displaystyle (g_{1}),(g_{2}),\dots ,(g_{n})} otrzymuje się ciąg {\displaystyle (g')} grupy {\displaystyle G} o {\displaystyle nm} ilorazach; podobnie zapisując kolejno wyrazy {\displaystyle (h_{1}),(h_{2}),\dots ,(h_{m})} otrzymuje się ciąg {\displaystyle (h')} grupy {\displaystyle H} o {\displaystyle mn} ilorazach. Ciąg {\displaystyle (g')} jest zagęszczeniem {\displaystyle (g),} a {\displaystyle (h')} jest zagęszczeniem {\displaystyle (h).} Ostatecznie, wobec istnienia izomorfizmów {\displaystyle G_{ij}/G_{i\,j-1}\simeq H_{ij}/H_{i-1\,j}} ciągi {\displaystyle (g')} i {\displaystyle (h')} są równoważne.